# Michael Czakul
Michael Czakul (* 3. November 1707 in Hermannstadt; † 20. November 1771 in Kronstadt) war ein Siebenbürger Barbierchirurg und Leibchirurg der moldauischen Fürsten Constantin und Ioan Mavrocordat.
Michael Czakul stammte aus der prominenten Familie Czakul in Kronstadt, die etliche Kronstädter Barbierchirurgen hervorbrachte. Ein Mitglied dieser Familie war „Heinrich Zäckel von Kranen us sibenbürgen“, der um 1530 im Arbeitsbuch des Straßburger Armenschaffners Lucas Hackfurt erwähnt wird und der zur Heilung von den „plattern“ (Blattern, Pocken) angestellt worden war. Michael Czakul seinerseits war Barbierchirurg in Kronstadt ab dem Jahr 1728. Von 1736 bis 1739 studierte er an der Universität Halle und beendete sein Studium als Magister der Chirurgie. Ab 1742 wurde er Leibchirurg der moldauischen Fürsten Constantin und Ion Mavrocordat. 1743 wurde er nach Konstantinopel gerufen, um den Sohn des fürstlichen Großkanzlers Sturzda zu behandeln. Da die Behandlung erfolgreich war, erwarb sich Czakul unter den Türken und Griechen von Konstantinopel sowie Diplomaten auswärtiger Großmächte zahlreiche Patienten. Überliefert ist auch, dass er den von einem Blitzschlag getroffenen Patriarchen von Konstantinopel erfolgreich behandelte. 1752 wurde Czakul zum Sohn des Chan der Krimtataren, dem Fürsten Sélim Girey geschickt. Dieser hatte eine schwere Wunde am Arm. Czakul gelang es, eine Amputation zu vermeiden. Czakul kehrte von dort aus nach Kronstadt zu seiner Familie zurück. Während der großen Pestepidemie von 1755 bis 1756 bekämpfte Czakul in der Oberen Vorstadt die Krankheit erfolgreich. Im Jahr 1762 wurde Czakul besoldeter Stadtchirurg. Er starb als angesehener Zunftmeister der Kronstädter Chirurgenzunft.